# Anna Canalis di Cumiana
Anna Carlotta Teresa Canalis di Cumiana (ur. 23 kwietnia 1680 w Turynie, zm. 13 kwietnia 1769 w Pinerolo) – włoska szlachcianka, morganatyczna małżonka Wiktora Amadeusza II, księcia Sabaudii, króla Sycylii i Sardynii.

## Życiorys

### Dama dworu
Anna urodziła się w turyńskim Palazzo Canalis w 1680 jako córka Franceska Maurizia Canalisa, hrabiego Cumiana i jego żony Moniki Franceski San Martino d'Agliè. Wykształcenie odebrała w Konwencie Nawiedzenia w Turynie i w wieku piętnastu lat po raz pierwszy pojawiła się na dworze królewskim. Została mianowana damą dworu matki Wiktora Amadeusza II Joanny Baptisty Sabaudzkiej. W tym okresie nosiła tytuł panny de Cumiana.
21 kwietnia 1703 roku wyszła za mąż za Ignazia Franceska Novarina, hrabiego San Sebastiano, któremu urodziła ośmioro dzieci. Małżeństwo to zostało zaaranżowane przez Joannę Batystę Sabaudzką, do której dworu Anna należała i która zauważyła jakie wrażenie wywarła na jej synu niezamężna i piękna Anna.
Na turyńskim dworze powszechnie uważano, że pierwsze dziecko hrabiowskiej pary było tak naprawdę nieślubnym potomkiem Wiktora Amadeusza II. Hrabina i król często do siebie pisywali, a wkrótce Anna została przyjaciółką Anny Marii Orleańskiej, która prawdopodobnie nigdy nie dowiedziała się o romansie łączącym przyjaciółkę z jej mężem. Anna opuściła dwór w 1723 roku wraz z mężem, którego kariera zapowiadała się wyjątkowo dobrze; wkrótce potem owdowiała i została wezwana przez Wiktora Amadeusza II na dwór, gdzie została damą do towarzystwa jego synowej Polikseny Hessen-Rotenburg, żony jego syna Karola Emanuela, księcia Piemontu i następcy tronu. Wkrótce później jej pozycja została przemianowana na damę sypialnianą.

### Małżeństwo z Wiktorem Amadeuszem II
W sierpniu 1728 żona Wiktora Amadeusza II królowa Maria Anna Orleańska zmarła po serii ataków serca. Dwa lata później król poślubił Annę w czasie prywatnej ceremonii 12 sierpnia 1730 roku w kaplicy Królewskiej w Turynie dzięki dyspensie papieskiej wydanej przez Klemensa XII. Wiktor Amadeusz II nadał żonie tytuł markizy Spigno, związane z nim dochody i tytuł hrabiowski Świętego Cesarstwa Rzymskiego, chociaż tytuł ten wciąż był w posiadaniu jego nieślubnego brata.
Małżeństwo zostało ogłoszone publicznie 3 września 1730 roku w otoczeniu licznie zgromadzonego dworu. W miesiąc później Wiktor Amadeusz II zgłosił chęć abdykacji na rzecz następcy tronu i zrobił to na zamku w Rivoli. Jego syn został królem w jego miejsce jako Karol Emmanuel III.
Przybierając tytuł króla Wiktora Amadeusza wprowadził się wraz ze świeżo poślubioną żoną do château de Chambéry, gdzie para wraz z garstką służby byli odcięci od barwnego i żywego dworu. Pod wpływem żony i przebytego udaru Wiktor Amadeusz postanowił odzyskać tron i poinformował syna o swojej decyzji. Aresztowany przez syna i na jego rozkaz przewieziony do zamku w Moncalieri Wiktor Amadeusz z bólem przyjął wieść, że Annę wysłano do domu dla nawróconych prostytutek znajdującym się na zamku w Cewie. Po kilku miesiącach dołączyła do męża, którego stan był już niezwykle poważny - przebyty udar i niepowodzenie planu odzyskania władzy sprawiły, że stał się wobec niej okrutny i zaczął oskarżać ją o swoją klęskę.
Wiktor Amadeusz na skutek złego stanu zdrowia i powtórnego udaru zmarł we wrześniu 1732 roku, a Anna została uwięziona w Konwencie św. Józefa z Carignano. Po roku przeniesiono ją do Konwentu Nawiedzenia w Pinerolo, gdzie zmarła w wieku 88 lat po ponad trzydziestoletnim przymusowym uwięzieniu. Jej syn odziedziczył po niej markizat Spigno. Została pochowana w Pinerolo w nieoznaczonym grobie.